# 尼古拉·斯托伊奇
尼古拉·斯托伊奇（1974年12月15日—），塞尔维亚男子赛艇运动员。他曾代表塞尔维亚和黑山、塞尔维亚参加世界赛艇锦标赛，获得一枚金牌、二枚银牌和一枚铜牌。